# Sharon Fichman
Sharon Fichman (født 3. december 1990 i Toronto, Ontario, Canada) er en kvindelig professionel tennisspiller fra Canada.
Sharon Fichman højeste rangering på WTA single rangliste var som nummer 114, hvilket hun opnåede 8. marts 2010. I double er den bedste placering nummer 83, hvilket blev opnået 3. maj 2010. 